# Hailee Steinfeld
Hailee Steinfeld (Los Angeles, Kalifornia, 1996. december 11. –) Oscar-, BAFTA- és Golden Globe-díjra jelölt amerikai színésznő, énekesnő.
A szakmai sikert A félszemű (2010) című westerndráma hozta meg számára, mellyel Oscar-, BAFTA- és Screen Actors Guild-díjra jelölték. A Végjáték (2013), a Rómeó és Júlia (2013), a Szerelemre hangszerelve (2013) és a 3 nap a halálig (2014) című filmek főszerepeivel vált ismertté. A kritikusok a Tökéletes hang-filmsorozatban (2015–2017) és az Egy magányos tinédzser (2016) című vígjáték-filmdrámában is dicsérték az alakításait. Utóbbiért Golden Globe- és Critics' Choice Movie Award jelölést kapott.

## Gyermekkora
Steinfeld a kaliforniai Los Angeles Tarzana városrészében született, Cheri (sz. Domasin) belsőépítész és Peter Steinfeld személyi edző két gyermeke közül a kisebbikként. Van egy bátyja, Griffin. Apai nagybátyja Jake Steinfeld fitneszedző és színész, anyai nagybátyja pedig az egykori gyerekszínész Larry Domasin. Anyai ágon első unokatestvére, True O'Brien színésznő nyolcéves korában szerepelt egy televíziós reklámfilmben, ami arra ösztönözte Steinfeld-et, hogy ő is kipróbálja a színészetet.
Steinfeld édesapja zsidó, édesanyja keresztény. Anyai nagyapja, Ricardo Domasin félig filippínó (Panglao, Bohol) és félig afroamerikai származású volt. Steinfeld Agoura Hillsben, majd a kaliforniai Thousand Oaksban nőtt fel, az Ascension Lutheran Schoolba, a Conejo Elementarybe és a Colina Middle Schoolba járt. 2008-tól a 2015 júniusában letett érettségiig magántanuló volt.

## Magánélete
Steinfeld 2016-ban jött össze az Instagram-sztár Cameron Smollerrel. A nyilvánosság előtt egy Golden Globe-partin debütáltak egy párként 2017 elején, azonban 2017 novemberében szakítottak. 2017 decemberében kezdett el járni Niall Horan ír énekessel. Egy évvel később, 2018 decemberében szakítottak.

## Filmográfia

### Film

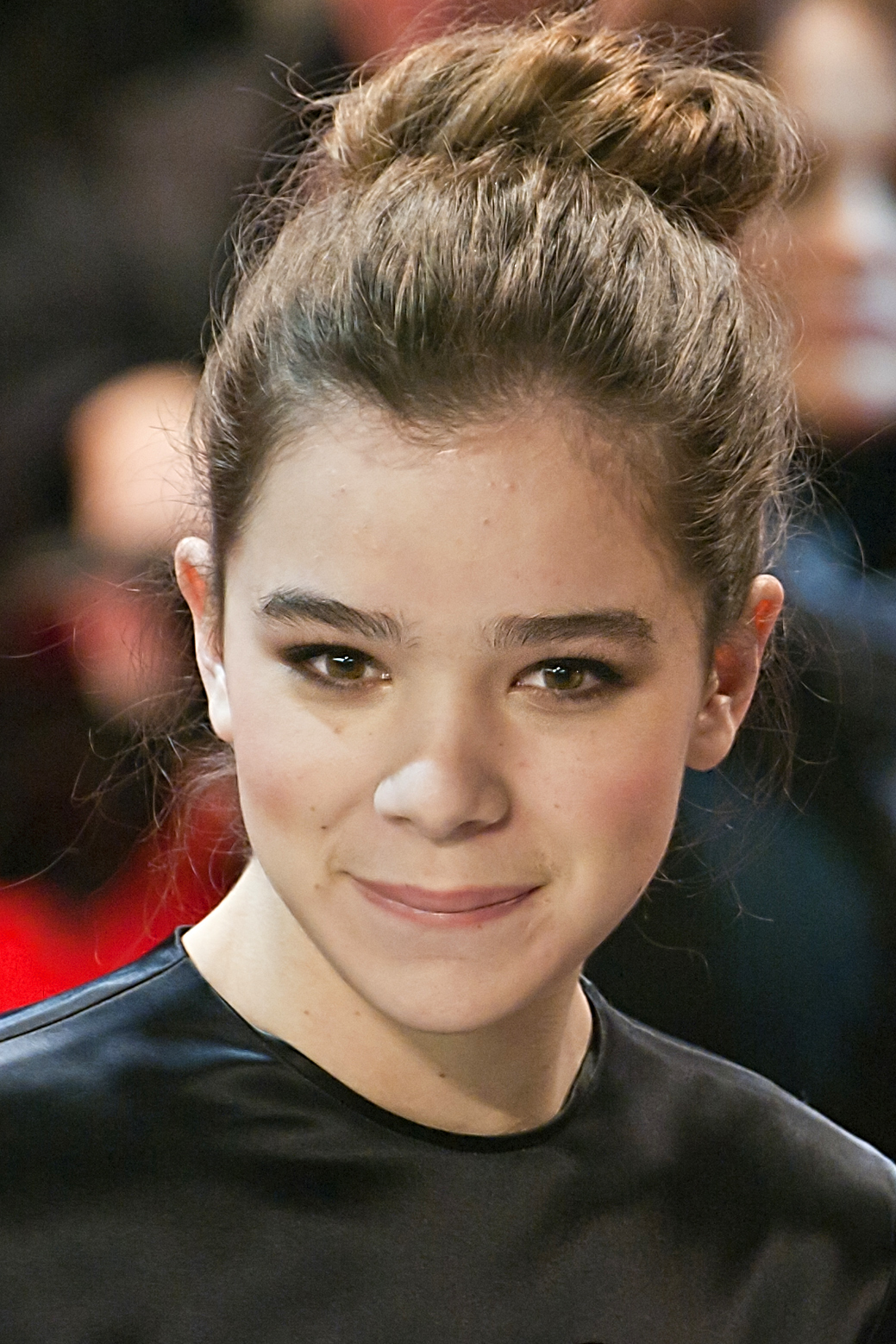
A 61. Berlini Nemzetközi Filmfesztiválon

| Év   | Magyar cím                   | Eredeti cím                                          | Szerep                                 | Magyar hang        | Rendező               |
| ---- | ---------------------------- | ---------------------------------------------------- | -------------------------------------- | ------------------ | --------------------- |
| 2010 | A félszemű                   | True Grit                                            | Mattie Ross                            | Csifó Dorina       | Ethan és Joel Coen    |
| 2013 | Gyűlölet, barátság           | Hateship, Loveship                                   | Sabitha                                | Pekár Adrienn      | Liza Johnson          |
| 2013 | Szerelemre hangszerelve      | Begin Again                                          | Violet Mulligan                        | Csuha Borbála      | John Carney           |
| 2013 | Rómeó és Júlia               | Romeo & Juliet                                       | Juliet Capulet                         | Mórocz Adrienn     | Carlo Carlei          |
| 2013 | Végjáték                     | Ender's Game                                         | Petra Arkanian                         | Czető Zsanett      | Gavin Hood            |
| 2014 | 3 nap a halálig              | 3 Days to Kill                                       | Zooey Renner                           | Csifó Dorina       | McG                   |
| 2014 | A kelletlen útitárs          | The Homesman                                         | Tabitha Hutchinson                     | Pekár Adrienn      | Tommy Lee Jones       |
| 2014 |                              | The Keeping Room                                     | Louise                                 |                    | Daniel Barber         |
| 2015 | Tízezer szent                | Ten Thousand Saints                                  | Eliza Urbanski                         | Csifó Dorina       | Shari Springer Berman |
| 2015 | Tízezer szent                | Ten Thousand Saints                                  | Eliza Urbanski                         | Csifó Dorina       | Robert Pulcini        |
| 2015 | Amikor Marnie ott volt       | When Marnie Was There                                | Szaszaki Anna (angol hangja)           |                    | Jonebajasi Hiromasza  |
| 2015 | Tökéletes hang 2.            | Pitch Perfect 2                                      | Emily Junk                             | Csifó Dorina       | Elizabeth Banks (1.)  |
| 2015 |                              | Taylor Swift: The 1989 World Tour Live (koncertfilm) | önmaga                                 |                    | Jonas Åkerlund        |
| 2015 | Gyilkos gimi                 | Barely Lethal                                        | Megan Walsh                            | Bogdányi Titanilla | Kyle Newman           |
| 2015 | Gyilkos gimi                 | Barely Lethal                                        | Megan Walsh                            | Csuha Borbála      | Kyle Newman           |
| 2016 |                              | Term Life                                            | Cate Barrow                            |                    | Peter Billingsley     |
| 2016 | Egy magányos tinédzser       | The Edge of Seventeen                                | Nadine Franklin                        | Csifó Dorina       | Kelly Fremon Craig    |
| 2017 | Tökéletes hang 3.            | Pitch Perfect 3                                      | Emily Junk                             | Csifó Dorina       | Trish Sie             |
| 2018 | ŰrDongó                      | Bumblebee                                            | Charlie Watson                         | Rudolf Szonja      | Travis Knight         |
| 2018 | Pókember: Irány a Pókverzum! | Spider-Man: Into the Spider-Verse                    | Gwen Stacy / Póknő (hangja)            | Mentes Júlia       | Bob Persichetti       |
| 2018 | Pókember: Irány a Pókverzum! | Spider-Man: Into the Spider-Verse                    | Gwen Stacy / Póknő (hangja)            | Mentes Júlia       | Peter Ramsey          |
| 2018 | Pókember: Irány a Pókverzum! | Spider-Man: Into the Spider-Verse                    | Gwen Stacy / Póknő (hangja)            | Mentes Júlia       | Rodney Rothman        |
| 2019 | Két páfrány között – A film  | Between Two Ferns: The Movie                         | önmaga                                 |                    | Scott Aukerman        |
| 2019 | Charlie angyalai             | Charlie's Angels                                     | angyal (cameo)                         |                    | Elizabeth Banks (2.)  |
| 2023 | Pókember: A pókverzumon át   | Spider-Man: Across the Spider-Verse                  | Gwen Stacy / Póknő (hangja)            | Mentes Júlia       | Joaquim Dos Santos    |
| 2023 | Pókember: A pókverzumon át   | Spider-Man: Across the Spider-Verse                  | Gwen Stacy / Póknő (hangja)            | Mentes Júlia       | Kemp Powers           |
| 2023 | Pókember: A pókverzumon át   | Spider-Man: Across the Spider-Verse                  | Gwen Stacy / Póknő (hangja)            | Mentes Júlia       | Justin K. Thompson    |
| 2023 | Marvelek                     | The Marvels                                          | Kate Bishop / Sólyomszem (cameoszerep) | Csuha Bori         | Nia DaCosta           |
| 2025 | Bűnösök                      | Sinners                                              | Mary                                   | Csuha Bori         | Ryan Coogler          |

### Televízió

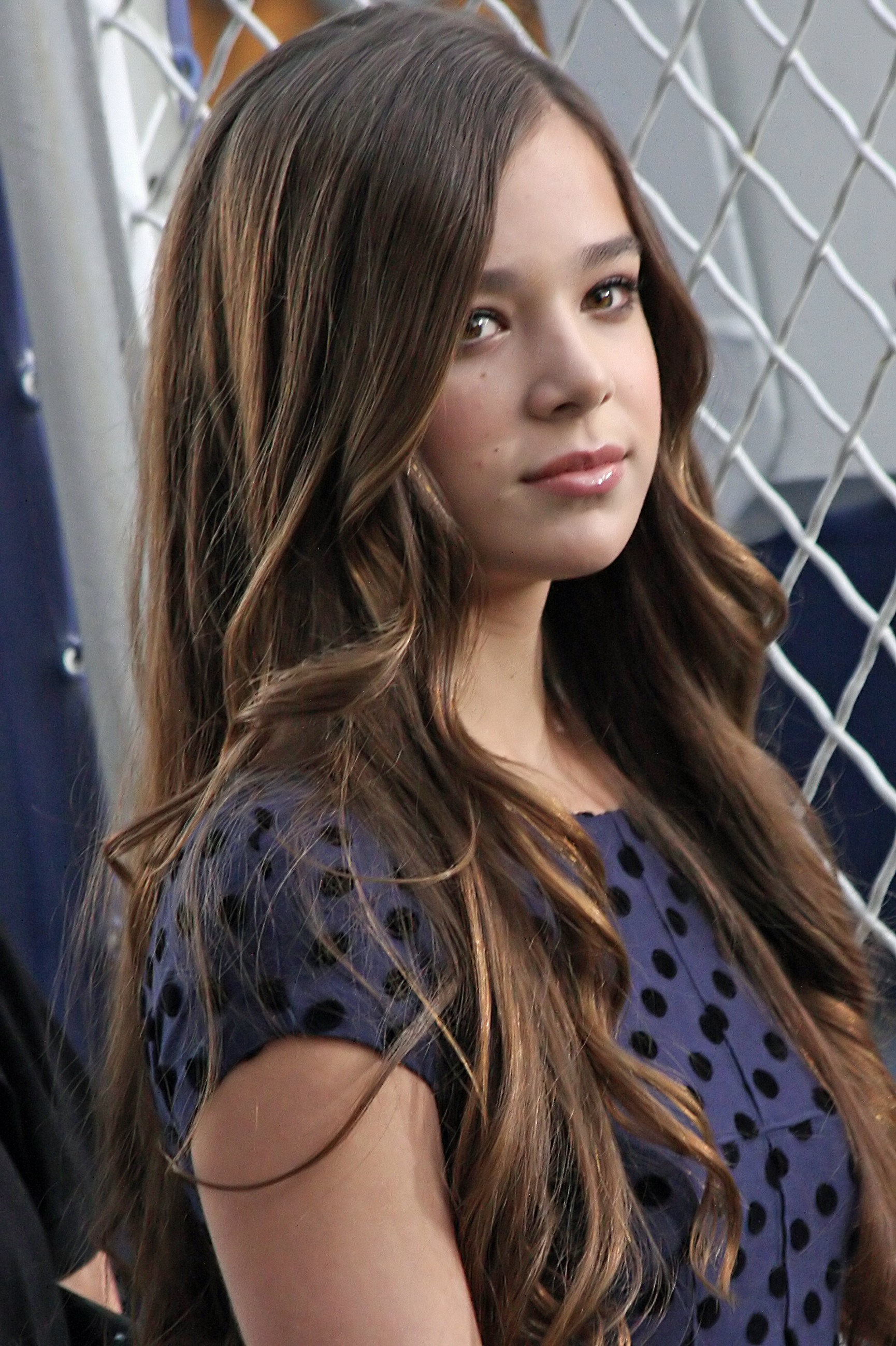
2010 szeptemberében

| Év        | Magyar cím                 | Eredeti cím                  | Szerep                   | Megjegyzések                                     |
| --------- | -------------------------- | ---------------------------- | ------------------------ | ------------------------------------------------ |
| 2007      |                            | Back to You                  | kislány                  | 1 epizód                                         |
| 2010      |                            | Summer Camp                  | Shayna Matson            | tévéfilm                                         |
| 2010      | Pótfater                   | Sons of Tucson               | Bethany Springs          | 1 epizód                                         |
| 2015–2018 |                            | The Voice                    | önmaga / tanácsadó       | - vendég (8. és 15. évad) - tanácsadó (14. évad) |
| 2018      |                            | 2018 MTV Europe Music Awards | házigazda és előadó      | különkiadás                                      |
| 2019–     |                            | Dickinson                    | Emily Dickinson          | főszereplő és vezető producer                    |
| 2021      | Sólyomszem                 | Hawkeye                      | Kate Bishop / Sólyomszem | - főszereplő - magyar hangja: - Csuha Bori       |
| 2022      | Marvel Studios: Betekintés | Marvel Studios: Assembled    | önmaga                   | 1 epizód                                         |
| 2024      | Mi lenne, ha…?             | What If...?                  | Kate Bishop (hangja)     | - 1 epizód - magyar hangja: - Csuha Bori         |

### Dokumentumfilmek és rövidfilmek
| Év   | Cím                  | Szerep      |
| ---- | -------------------- | ----------- |
| 2006 | Heather: A Fairytale | Heather     |
| 2009 | She's a Fox          | Talia Alden |
| 2010 | Without Wings        | Allison     |
| 2010 | Grand Cru            | Sophie      |
| 2013 | The Magic Bracelet   | Angela      |
| 2015 | Unity                | narrátor    |

## Diszkográfia

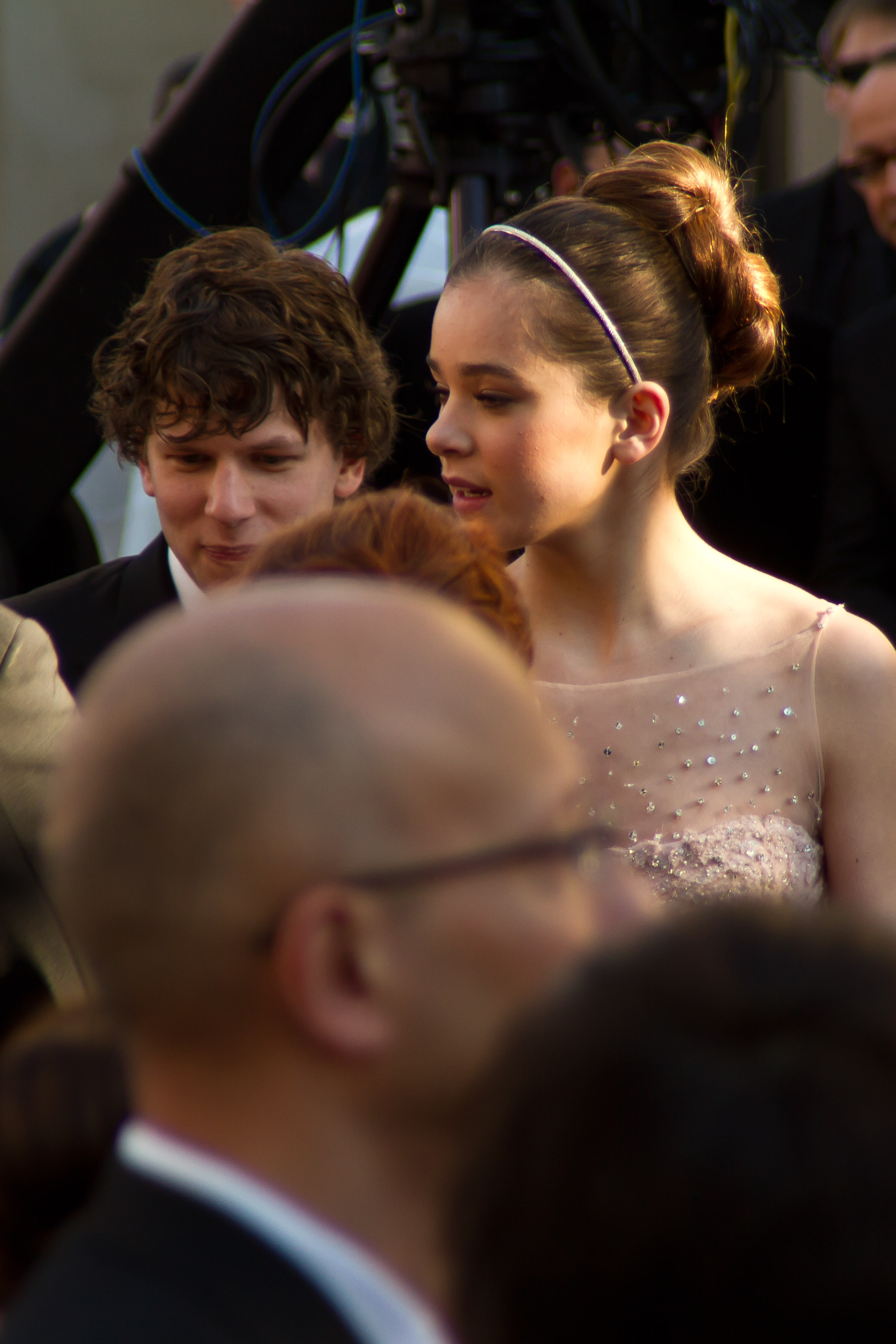
A 83. Oscar-díj átadón

### EP-k
- Haiz (2015)

### Egyéb számok
- How I Want Ya (feat. Hudson Thames) (2015)
- Starving (2016)
- Fragile (feat. Prince Fox) (2016)
- Most Girls (2017)
- Digital Love (feat. Digital Farm Animals) (2017)
- Show You Love (feat. Kato & Sigala) (2017)
- At My Best (feat. Machine Gun Kelly) (2017)
- Afterlife (2019)
- Let Me Go (feat. Alesso, Florida Georgia Line and watt) (2017)
- Back To Life (2018)
- Wrong Direction (2020)
- Your name hurts (2020)

- Love you’s (2020)

- Coast (feat. Anderson .Paak) (2022)

## Fordítás
- Ez a szócikk részben vagy egészben  a   Hailee Steinfeld című angol Wikipédia-szócikk fordításán alapul.  Az eredeti cikk szerkesztőit annak laptörténete sorolja fel. Ez a jelzés csupán a megfogalmazás eredetét és a szerzői jogokat jelzi, nem szolgál a cikkben szereplő információk forrásmegjelöléseként.